# 高圓宮
高圓宮，是日本皇族—三笠宮崇仁親王的三子、憲仁親王於1984年12月6日所創設的宮家，宮號是由昭和天皇所賜下，宮號由來是憲仁親王之父崇仁親王的宮號—三笠宮。宮號三笠宮取自於奈良市東部的三笠山，而高圓宮則取自其附近的高圓山。

## 概要
高圓宮的原當主是已故的憲仁親王，而在憲仁親王於2002年11月21日年去世後，由於高圓宮家下一代的皇嗣中並沒有男性，因此由親王妃久子繼任當主。
已故的憲仁親王生前只和其妃久子育有三個女兒：承子女王、千家典子、守谷絢子等，並無男性後嗣，因此依據目前的皇室典範，高圓宮已確定會在未來斷絕，意即在久子妃逝世及三位女王降嫁（或過世）後，高圓宮將因為沒有男性後嗣能繼承當主而面對斷絕的命運。
其中，典子女王於2014年10月5日下嫁與島根縣出雲大社的神職人員千家國麿，進而脫離皇籍、降為平民，冠上夫姓成為千家典子。2018年絢子女王和32歲的日本郵船公司職員守谷慧訂婚後，同年10月29日結婚並脫離日本皇室成為平民並冠上夫姓成為守谷絢子。

## 宫邸
高圆宫邸座落于赤坂御用地当中，三笠宫邸的东侧。

## 成员
| 名称           | 读音 | 出生日期      | 皇位继任顺序 | 摄政就任顺序 | 加入时间   | 备注       |
| -------------- | ---- | ------------- | ------------ | ------------ | ---------- | ---------- |
| 宪仁亲王妃久子 |      | 1953年7月10日 |              |              | 1984年嫁入 | 第二代当主 |
| 承子女王       |      | 1986年3月8日  |              | 第10位       | 1986年出生 |            |

### 前成员
| 名称     | 读音 | 出生日期       | 脱离时间   | 备注         |
| -------- | ---- | -------------- | ---------- | ------------ |
| 宪仁亲王 |      | 1954年12月29日 | 2002年去世 | 第一代当主   |
| 典子女王 |      | 1988年7月22日  | 2014年降嫁 | 后名千家典子 |
| 絢子女王 |      | 1990年9月15日  | 2018年降嫁 | 后名守谷絢子 |

## 外部連結
- 高円宮家のご活動 - 宮内庁 （页面存档备份，存于）